# Ибраев, Нурлан Болатович
Нурлан Болатович Ибраев (род. 25 февраля 1977, Целиноград) — казахский шахматист, международный гроссмейстер (2005). Государственный тренер по шахматам Агентства РК по делам спорта и физической культуры (Астана). Двукратный чемпион Казахстана по шахматам среди мужчин (2004, 2019)

## Биография
Играть в шахматы Нурлана научил его дед и в 9 лет записал того в городской шахматный клуб имени Омарова. Играя в шахматы, Ибраев окончил школу, а затем Казахский агротехнический университет имени Сакена Сейфуллина по специальности инженер-энергетик. Но он больше пропадал на шахматных соревнованиях, чем на учебных  лекциях. Участвовал во встречах всевозможного уровня – городских, областных, республиканских и даже мировых. Занимал призовые и первые места. 
Поэтому по окончании вуза в 2000 году пошел работать не инженером-энергетиком, а стал детским тренером по шахматам. В 2003 - 2011 гг. – старший тренер Астаны. Среди наиболее видных его учеников - Ануар Исмагамбетов . 
В 2009 году стал работать на должности государственного тренера Республики Казахстан Министерства туризма и спорта. Для этой работы Ибраев дополнительно окончил педагогический университет по специальности «педагог по физической культуре и спорту». С 2013 по 2015 возглавлял родной шахматный клуб Астаны по совместительству с должностью государственного тренера.
В 2015 году работал тренером в Академии шахмат Дармена Садвакасова.

## Шахматная карьера
- 2002 - присвоено звание международного мастера ФИДЕ, впервые выступил в составе сборной Казахстана на шахматной Олимпиаде в г. Блед (Словения).
- 2004 - в составе сборной Казахстана выступил на шахматной Олимпиаде в г. Кальвия (Испания).
- 2005 - впервые стал чемпионом Казахстана, занял первое место в зональном чемпионате (соревнование среди 5 стран Средней Азии и Азербайджана) и получил право на участие в Кубке мира, в котором играли 128 сильнейших шахматистов планеты. Присвоено звание международного гроссмейстера.
- 2007 - победитель командного чемпионата РК в составе сборной Астаны.
- 2008 - в составе сборной Казахстана выступил на шахматной Олимпиаде в г. Дрезден (Германия).

## Изменения рейтинга
| Графики недоступны из-за технических проблем. См. информацию на Фабрикаторе и на mediawiki.org. |